# Sirsoe methanicola
Hesiocaeca methanicola är en ringmaskart som beskrevs av Desbruyères och Toulmond 1998. Hesiocaeca methanicola ingår i släktet Hesiocaeca och familjen Hesionidae.
Artens utbredningsområde är Mexikanska golfen. Inga underarter finns listade i Catalogue of Life.

## Bildgalleri

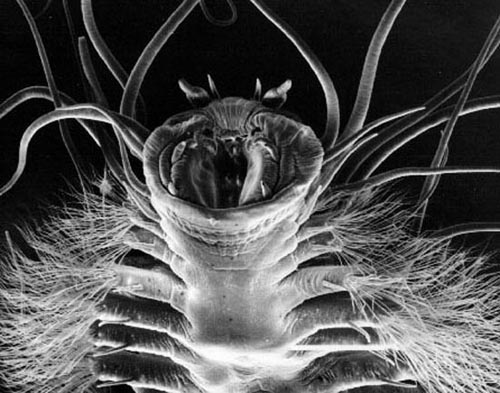